# Clàssica de Sant Sebastià 2008
La Clàssica de Sant Sebastià 2008, 28a edició de la Clàssica de Sant Sebastià, és una cursa ciclista que es va disputar el 2 d'agost de 2008 a Euskadi, sent la 10a prova de l'UCI ProTour 2008.
Alejandro Valverde (Caisse d'Epargne) en fou el vencedor final, després de guanyar a l'esprint al rus Aleksandr Kólobnev (Team CSC-Saxo Bank) i l'italià Davide Rebellin (Gerolsteiner).

## Recorregut
El recorregut de l'edició del 2008 ha patit diversos canvis respecte a les edicions anteriors. L'ascensió de l'Alt de Meagas, situat entre l'Alt d'Orio i l'Alt d'Azkárate, ha estat substituïda per un port de segona categoria, l'Alt de Gárate, més curt (2,8 km enfront 4 km) però amb un pendent més gran (7,86% enfront 3,3%). L'Alt d'Udana, situat a mitja cursa, és el punt culminant de la prova. L'Alt de Jaizkibel, de primera categoria, és la principal dificultat d'aquesta edició, i poc abans de l'arribada han de superar un nou port de muntanya, l'Alt d'Arkale (2a categoria).

## Classificació general
| Pos. | Ciclista           | Equip             | Temps      |
| ---- | ------------------ | ----------------- | ---------- |
| 1    | Alejandro Valverde | Caisse d'Epargne  | 5h 29' 10" |
| 2    | Aleksandr Kólobnev | Team CSC          | m. t.      |
| 3    | Davide Rebellin    | Gerolsteiner      | m. t.      |
| 4    | Paolo Bettini      | Quick Step        | m. t.      |
| 5    | Franco Pellizotti  | Liquigas          | m. t.      |
| 6    | Denís Ménxov       | Rabobank          | m. t.      |
| 7    | Samuel Sánchez     | Euskaltel-Euskadi | m. t.      |
| 8    | Stéphane Goubert   | Ag2r-La Mondiale  | m. t.      |
| 9    | Haimar Zubeldia    | Euskaltel-Euskadi | + 2"       |
| 10   | David Moncoutié    | Cofidis           | + 2"       |

## Classificació individual de l'UCI ProTour 2008 després d'aquesta cursa[4]
| Posició | Ciclista           | Equip             | Punts |
| ------- | ------------------ | ----------------- | ----- |
| 1       | Alejandro Valverde | Caisse d'Epargne  | 123   |
| 2       | Damiano Cunego     | Lampre            | 104   |
| 3       | Andreas Klöden     | Astana            | 96    |
| 4       | Roman Kreuziger    | Liquigas          | 94    |
| 5       | Cadel Evans        | Silence-Lotto     | 85    |
| 6       | André Greipel      | Columbia          | 62    |
| 7       | Mikel Astarloza    | Euskaltel-Euskadi | 60    |
| 8       | Alberto Contador   | Astana            | 58    |
| 9       | Thomas Dekker      | Rabobank          | 54    |
| 10      | Stijn Devolder     | Quick Step        | 50    |